# Мари Дюбуа
Мари́ Дюбуа́ (фр. Marie Dubois, настоящее имя Клоди́н Люси́ Поли́н Юзе́, Claudine Lucie Pauline Huzé; 12 января 1937, Париж — 15 октября 2014, По) — французская актриса.
Мари является одной из актрис, характеризующих французское кино, — исполнительницей ролей как в авторских, так и популярных фильмах. С конца 1970-х годов она стала меньше сниматься, когда у неё был обнаружен рассеянный склероз.
Работала с Жаном-Люком Годаром, Франсуа Трюффо и многими другими популярными режиссёрами и актёрами.

## Биография
Родилась в Париже. Прослушивала лекции драматического искусства на Белой Улице (фр. la Rue Blanche), изучая там современную комедию и классику. После этого она играла в нескольких пьесах, в разных ролях, появлялась на телевидении, сыграв в телевизионных программах «La caméra explore le temps» (фр.) и «Les Cinq Dernières Minutes» (фр.), где её замечает Франсуа Трюффо и приглашает сняться в своём фильме «Стреляйте в пианиста».
Во время съёмок этого фильма появляются первые симптомы её болезни. Ей 23 года, и она предпочитает забыть об этом, работая с режиссёрами Новой волны. Она играет в «Женщина есть женщина» Жана-Люка Годара, «Жюль и Джим» Франсуа Трюффо и «Карусель» Роже Вадима. Постепенно, обретя популярность, она снялась у Жоржа Лотнера, Эдуарда Молинаро и Анри Вернея. В 1964 году сыграла дочь персонажа Жана Габена в фильме «Трудный возраст», снимаясь вместе с Фернанделем. Она достигла славы благодаря сыгранной роли Жюльетты в «Большой прогулке» Жерара Ури, где её голубые глаза растопили сердце маляра в исполнении Бурвиля. Затем Мари получила роль в фильме «Вор» режиссёра Луи Маля, где её партнёром по съёмочной площадке был Жан-Поль Бельмондо.
Она является частью международного актёрского состава кинокартины «Бросок в Монте-Карло», сыграв с Тони Кёртисом, Питером Куком, Бурвилем и Терри-Томасом, где она изображает феминистку рядом с Мирей Дарк.
В 1972 году за лучшее исполнение роли Алисы в «Землемерах» (фр.) награждена призом Национальной академии кино (фр. Prix de l'Académie nationale du cinéma). Другим успешным фильмом с её участием стал «Венсан, Франсуа, Поль и другие» режиссёра Клода Сотэ в 1974 году.
Признание её таланта наступает в 1977 году, когда она получила Премию «Сезар» за лучшую роль второго плана в фильме «Угроза» (фр.) режиссёра Алена Корно, где Мари воплотила роль завистливой женщины. После съёмок рассеянный склероз начинает напоминать о себе, спустя двадцать лет после первых признаков. С тех пор она стала сниматься реже, появляясь только в ролях второго плана в незначительных фильмах.
3 ноября 2007 года Мари Дюбуа потеряла своего мужа, агента и актёра французского кино Сержа Руссо (фр. Serge Rousseau), который умер от последствий рака. Серж, с которым она сочеталась браком в 1961 году, отец её дочери Доминик.

## Избранная фильмография
- 1959 — Знак льва / Le Signe du Lion
- 1960 — Стреляйте в пианиста / Tirez Sur Le Pianiste — официантка Лена
- 1961 — Женщина есть женщина / Une Femme Est Une Femme — подруга Анжелы
- 1961 — Чёрный монокль / Le Monocle noir — Бенедектина де Виллемор
- 1961 — Счастливые деньки (ТВ) / Les jours heureux — Франсин
- 1962 — Жюль и Джим / Jules et Jim — Тереза
- 1962 — Животворящий крест / La croix des vivants — Жизель
- 1963 — До конца мира / Jusqu’au bout du monde
- 1963 — Первая любовь — / Premier amour — Зиночка
- 1964 — Уикенд на берегу океана / Week-end à Zuydcoote — Элен
- 1964 — Охота на мужчину / La Chasse à l’homme — Софи
- 1964 — Карусель / La Ronde — Дай Дирн
- 1965 — Мата Хари / Mata Hari, agent H21 — Мари
- 1965 — Трудный возраст / L'Âge ingrat — Мария Малукн
- 1965 — Лужёные глотки / Les Grandes Gueules — Жеки Келле
- 1965 — Семнадцатое небо / Le Dix-septième ciel — Мари
- 1965 — Праздники любви / ' Les Fêtes galantes — Божественная, актриса
- 1966 — Большая прогулка / La Grande Vadrouille — Жюльетта
- 1967 — Вор / Le Voleur — Женевьева Дельпиель
- 1967 — Ох, уж этот дед! / Ce sacré grand-père — Мари
- 1968 — Бросок в Монте-Карло / Gonflés à bloc — Паскаль
- 1971 — Bof… Анатомия доставщика / Bof… Anatomie dun livreur
- 1972 — Землемеры / Les arpenteurs — Алиса
- 1973 — Змей / Le Serpent
- 1974 — Венсан, Франсуа, Поль и другие / Vincent Francois Paul Et Les Autres
- 1976 — Невинный / L' Innocente
- 1976 — Золотая ночь / Nuit d’or
- 1977 — Угроза / La Menace (фр.)
- 1978 — Я заставлю вас любить жизнь / Je vous ferai aimer la vie
- 1980 — Мой американский дядюшка / Mon oncle d’Amérique
- 1983 — Официант / Garçon !
- 1984 — Друг Венсана / L’Ami de Vincent
- 1986 — Сошествие в ад / Descente aux Enfers
- 1994 — Откровения незнакомцу
- 1996 — Непредсказуемая природа реки / Les Caprices d’un fleuve
- 1997 — Ставки сделаны / Rien ne va plus

## Премии и награды
- 1978 — Премия «Сезар» за лучшую женскую роль второго плана в фильме «Угроза».
- 1987 — Номинация на Премию «Сезар» за лучшую женскую роль второго плана в фильме «Сошествие в ад».